# Ribeaucourt (Moza)
Ribeaucourt – miejscowość i gmina we Francji, w regionie Grand Est, w departamencie Moza.
Według danych na rok 1990 gminę zamieszkiwało 107 osób, a gęstość zaludnienia wynosiła 9 osób/km² (wśród 2335 gmin Lotaryngii Ribeaucourt plasuje się na 938. miejscu pod względem liczby ludności, natomiast pod względem powierzchni na miejscu 483.).